# アメリカ合衆国関係記事の一覧
アメリカ合衆国関係記事の一覧（アメリカがっしゅうこくかんけいきじのいちらん）
- アメリカ出身の人物についてはアメリカ合衆国の人物一覧を参照。
- 州の一覧についてはアメリカ合衆国の州を参照。

## 英数字
0～9
- 13植民地
- 73 (雑誌)
- 401k
- 2021年アメリカ合衆国議会議事堂襲撃事件

A～Z
- Amazon.com
- ABCD包囲網
- Adventure Cycling Association
- AFN
- C-46 (航空機)
- Cable News Network
- CBS
- CMJニュー・ミュージック・リポート
- CNNインターナショナル
- CNNヘッドラインニュース
- DCコミックス
- F-102 (航空機)
- FOXニュース
- GHQ→連合国軍最高司令官総司令部
- I Have a Dream
- La Dispute (バンドグループ)（英語版）
- MKウルトラ計画
- M1エイブラムス
- MTV
- NASDAQ
- NBC
- NBA
- New Found Glory
- NFL
- NRBQ（英語版）
- Reddit
- SM-1 デトロイター（英語版） - 航空機。『スティンソン・デトロイター』とも呼称される
- USAトゥデイ
- US-VISIT
- WWE
  - WWEエクストリーム・ルールズ
- XYZ事件

## あ行
あ
- アーゴシー
- アーサー・M・サックラー・ギャラリー
- アイダホ大学
- アイビー・リーグ
- アイルランド系アメリカ人
- アカデミー賞
  - アカデミー賞最優秀メイクアップ&ヘアスタイリング賞（英語版）
- 悪の枢軸
- アジア系アメリカ人
- アジア太平洋経済協力
- アスター・プレイス暴動
- スペースシャトル・アトランティス
- アナーキストクックブック
- アフリカ系アメリカ人
- アムオラム（英語版） - アメリカへ移住して来たロシア系ユダヤ人によって起こされた運動
- アムトラック
- アメリカ英語
- アメリカ合衆国
- アメリカ合衆国海兵隊
- アメリカ合衆国が関与した戦争一覧
- アメリカ合衆国各州の略号一覧
- アメリカ合衆国議会議事堂
- アメリカ合衆国議会地下鉄
- アメリカ合衆国憲法
- アメリカ合衆国憲法修正条項→権利章典 (アメリカ)
- アメリカ合衆国国定歴史建造物
- アメリカ合衆国国土安全保障省
- アメリカ合衆国国家歴史登録財
- アメリカ合衆国最高裁判所
- アメリカ合衆国政府の著作物
- アメリカ合衆国大統領
  - 歴代の一覧→歴代アメリカ合衆国大統領の一覧
  - 歴代の大統領就任式一覧はアメリカ合衆国大統領就任式を参照
- アメリカ合衆国都市的地域の一覧
- アメリカ合衆国ドル
- アメリカ合衆国ナショナル・モニュメント
- アメリカ合衆国における禁酒法
- アメリカ合衆国における銃乱射事件
- アメリカ合衆国による沖縄統治
- アメリカ合衆国による宣戦布告
  - アメリカ合衆国の対独宣戦布告 (1917年)
  - アメリカ合衆国の対墺洪宣戦布告
  - アメリカ合衆国の対独宣戦布告 (1941年)
  - アメリカ合衆国の対伊宣戦布告
  - アメリカ合衆国の対日宣戦布告
- アメリカ合衆国によるドミニカ共和国占領
- アメリカ合衆国の医療
- アメリカ合衆国の映画
- アメリカ合衆国の主な広域都市圏人口の順位
- アメリカ合衆国の主な都市圏人口の順位
- アメリカ合衆国の音楽
- アメリカ合衆国の河川の一覧
  - 長さ順のアメリカ合衆国の河川の一覧
- アメリカ合衆国の企業一覧
- アメリカ合衆国の技術と産業の歴史
- アメリカ合衆国の教育
- アメリカ合衆国の空港の一覧
- アメリカ合衆国の警察
- アメリカ合衆国の現代キリスト教
- アメリカ合衆国の国章
- アメリカ合衆国の国歌→星条旗 (国歌)
- アメリカ合衆国の国旗
- アメリカ合衆国の在外公館の一覧
- アメリカ合衆国の島の一覧
- アメリカ合衆国の社会
- アメリカ合衆国の銃規制
- アメリカ合衆国の宗教
- アメリカ合衆国の州 (成立順)
- アメリカ合衆国の州と海外領土のモットーの一覧
- アメリカ合衆国の州の色一覧
- アメリカ合衆国の州の貝一覧
- アメリカ合衆国の州の食べ物一覧
- アメリカ合衆国の州の動物一覧
- アメリカ合衆国の州の鳥一覧
- アメリカ合衆国の州の花一覧
- アメリカ合衆国の首都の一覧
- アメリカ合衆国の植民地時代
- アメリカ合衆国の人口統計
- アメリカ合衆国の人種構成と使用言語
- アメリカ合衆国の人物一覧
- アメリカ合衆国の大学一覧
- アメリカ合衆国の地理
- アメリカ合衆国の鉄道
- アメリカ合衆国の鉄道史
- アメリカ合衆国のテレビドラマ一覧
  - アメリカ合衆国のテレビドラマ一覧 (年代順)
- アメリカ合衆国の独立
- アメリカ合衆国の奴隷制度の歴史
  - アメリカ合衆国における奴隷の扱い（英語版）
  - アメリカ合衆国における奴隷制廃止運動（英語版）
- アメリカ合衆国のニュース・メディア
- アメリカ合衆国のファッション（英語版）
- アメリカ合衆国のワイン
- アメリカ議会図書館
- アメリカ共産党
- アメリカ軍
- アメリカ国立フィルム登録簿
- アメリカ新世紀プロジェクト (PNAC)
- アメリカ社会党
- アメリカ手話
- アメリカ植物庭園
- アメリカ先住民諸語
- アメリカ帝国
- アメリカ同時多発テロ事件
- アメリカ投資評議会（英語版）
- アメリカ独立宣言
- アメリカ独立戦争
- アメリカ南部連合
- アメリカニゼーション (移民)
- アメリカのアフガニスタン侵攻
- アメリカのショッピング・モール
- アメリカプロサッカーリーグ
- アメリカ文学
- アメリカ優生学協会
- アメリカ陸軍特殊作戦コマンド
- アメリカ料理
- アメリカ連合国
- アメリカンインディアン運動
- アメリカン航空
- アメリカン大学
- アメリカン・ニューシネマ
- アメリカン・フィルム・インスティチュート
- アラスカ購入
- アラスカの歴史
- アンブロシア

い
- イーストマン・ウインド・アンサンブル
- イェール学派
- イタリア系アメリカ人
- 一般教書演説
- イラク戦争
- 医療保険制度改革 (アメリカ)
- イングランド系アメリカ人
- インセイン・クラウン・ポッシー
- インディアン（ネイティブ・アメリカン）
- インディアン移住
- インディアン移住法
- インディアン寄宿学校
- インディアン居留地
- インディアン準州

う
- ウェブスター辞典
- ウォール街
- ウォール・ストリート・ジャーナル
- ウクライナ系アメリカ人

え
- エアフォースワン
- エイリアン (映画)
  - エイリアン2
  - エイリアン3
  - エイリアン4
- エリア51
- エンパイア・ステート・ビルディング

お
- オハイオ級原子力潜水艦
- オルタナティヴ・コミック
- オルタナティヴ・ミュージック

## か行
か
- カーボ (アメリカの会社)（英語版） - アメリカの半導体企業
- カウボーイ
- カサブランカ級航空母艦
- カナダ - 隣国
- カルパース
- カリフォルニア共和国
- カリフォルニア・ゴールドラッシュ
- 韓国系アメリカ人

き
- ガルス・マグ（英語版） - アメリカにおける伝承において著名な人物であり、女性用心棒として紹介されている。ギャルス・マグとも。当該人物の活躍が広く伝わっているが、本名をはじめとする詳細は不明である
- 機関投資家評議会（英語版）
- 北大西洋条約機構
- キューバの雪解け
- 共和党 (アメリカ合衆国)
- 極北のナヌーク
- キリスト教右派

く
- クリーピーパスタ
- グリーンカード(永住者カード)
- グリネル (アイオワ州)
- グリネル大学 - アイオワ州グリネルにある私立リベラル・アーツ・カレッジ

け
- ゲイザースバーグ
- 芸術産業館
- 下水道のワニ
- ケンタッキーフライドチキン

こ
- ゴールデン・ゲート・ブリッジ
- コカ・コーラ
- 国際連合
- 国立アフリカ美術館
- 国立アメリカ・インディアン博物館
- 国立アメリカ空軍博物館
- 国立アメリカ歴史博物館
- 国立航空宇宙博物館
- 国立自然史博物館 (アメリカ)
- 五大湖
- ゴッド・イズ・マイ・コーパイロット
- コットン・クラブ
- この壁を壊しなさい!
- コロンビア号空中分解事故

## さ行
さ
- 在日アメリカ人
- 在日米軍
- 在日米軍再編
- ザ・シンプソンズ
- ザ・ストライダー（英語版） - 音楽グループ。1999年に結成し、2003年に活動停止（事実上の解散）
- ザ・ニューヨーカー
- サモア系アメリカ人
- ザ・ラスト・グッドナイト
- サンフランシスコ
- サンフランシスコ・オペラ

し
- シークレットサービス
- システム/360
- シャイローの戦い
- 社会保障 (アメリカ合衆国)
- 州財務官
- 州兵
- 障害を持つアメリカ人法
- ジョージ・ワシントン大学
- ショーニー族
- ジョジョ・ラビット - 2019年のコメディ映画作品
- シリコンバレー
- シーン・P
- 人権に関するアメリカ合衆国記録報告書（英語版）
- 新保守主義 (アメリカ)

す
- スー族
- スウェーデン系アメリカ人
- スタテンアイランド・フェリー
- ストーンウォールの反乱
- スペースX - 同国の企業の一つ。宇宙輸送を専門としている
- スミソニアン博物館

せ
- 星条旗 (国歌) （アメリカ合衆国の国歌）
- 西部劇
- セイラム魔女裁判
- 世界の料理ショー
- セサミストリート
- 先史時代の北米大陸
- セントラル・パーク
- セントラル・パーク管理委員会
- 全米映画俳優組合賞アンサンブル賞 (コメディシリーズ)
- 全米映画俳優組合賞アンサンブル賞 (ドラマシリーズ)
- 全米ライフル協会

そ
- それでも夜は明ける - イギリス・アメリカの歴史ドラマ映画。2013年公開

## た行
た
- ターニングポイント・アメリカ（英語版） - 同国における保守的な非営利団体の一つ。略称はTPUSA
- 第一次世界大戦
  - 第一次世界大戦下のアメリカ合衆国（英語版）
  - 第一次世界大戦へのアメリカ合衆国の参戦（英語版）
- 大西洋
- 大西洋憲章
- 大統領自由勲章
- タイム (雑誌)
- タイムズスクエア
- 大リーグ→メジャーリーグ
- 第二次世界大戦
  - 第二次世界大戦下のアメリカ合衆国の軍事史（英語版）
  - 第二次世界大戦下のアメリカ合衆国の銃後（英語版）
  - 第二次世界大戦記念碑
- 太平洋
- 太平洋戦争
- 太平洋天文学会（英語版） - 1889年にサンフランシスコにて設立された非営利組織の一つで、同国の科学教育機関でもある。本部はカリフォルニア州
- 台湾系アメリカ人
- ダウ・ジョーンズ
- 多文化主義

ち
- チェロキー族
- チカソー族
- チャレンジャー号爆発事故
- 中国系アメリカ人
- 著作権法 (アメリカ合衆国)

つ
- ツインピークス - 地名
- ツイン・ピークス - 映像作品

て
- ディーディー・ブランチャード殺害事件
- ティテュバ - かつて存在していたと言われる奴隷の女性。この人物の起源は今も議論されている
- テキサス共和国
- デトロイト・ニュース（英語版） - 同国の新聞（日刊紙）の一つ
- 哲学談話
- デルレイビーチ
- テロ支援国家
- デンマーク系アメリカ人

と
- ドイツ系アメリカ人
- 独立記念日 (アメリカ合衆国)
- ドナー隊
- トライクイント・セミコンダクター（英語版） - かつて存在したアメリカの企業のひとつ
- ドレッド・スコット対サンフォード事件

## な行
な
- ナショナル・ウィメンズ・サッカーリーグ
- ナショナル・モール
- ナショナル・ギャラリー (ワシントン)
- 涙の道
- 南北戦争
- 南北戦争のネーミング

に
- ニカラグア事件
- 日米関係
- 日米関係史
- 日米修交記念館
- 日米地域間交流推進協会
- 日系アメリカ人
- 日系アメリカ人市民同盟
- 日系人収容所所在地
- ニューディール政策
- ニューネーデルラント
- ニューヨーク
- ニューヨーク証券取引所
- ニューヨーク世界貿易センタービル
- ニューヨーク・タイムズ
- ニューヨーク・マガジン

ね
- ネイティブ・アメリカン→インディアン
- ネイティブ・アメリカン・チャーチ

の
- ノウ・ナッシング

## は行
は
- パーキンス盲学校 - 障碍者施設。様々な障害を合わせ持つ人達の為の学習センターとして運営されている
- ハーシュホーン博物館と彫刻の庭
- ハーバード大学
- ピューリッツァー賞
- バチェラー・パーティー
- バチェロレッテ・パーティー
- バラク・オバマの広島訪問
- ハリウッド
- ハワイ王国
- ハワイ共和国
- ハワイ先住民
- ハワイ併合

ひ
- ビルド・ア・ベア・ワークショップ

ふ
- ファーガソン暴動
- ファルコン9 - 中型の打ち上げロケット
- フェデラリスト
- プエブロ号事件
- フォード・モーター
- フォックス放送
- フォワード・オペレーティング・ベース・グリズリー（英語版） - イラクに存在するキャンプ・アシュラーフ（英語版）内にある元・前進基地。
- 部族の主権 (アメリカ合衆国)
- フライドアイスクリーム
- ブラックパンサー党
- フランス系アメリカ人
- プロム

へ
- 米英戦争
- 米軍再編
- 米国科学アカデミー
- 米州相互援助条約
- 米西戦争
- 米墨戦争
- ヘスコ防壁
- ベトナム系アメリカ人
- ベトナム戦争
- ベラ・ボンド殺害事件
- ペンタゴン

ほ
- ホームスクーリング
- ポーランド系アメリカ人
- 北軍
- ボストン茶会事件
- ポリティカル・コレクトネス - 「用語における差別・偏見を取り除く為、政治的な観点から見て正しい用語を使う」という意味で使われる言い回し。1980年代に同国から始まった概念でもある
- ポルトガル系アメリカ人
- ボルト判決
- ホワイトハウス

## ま行
ま
- マーベル・コミック
- マイケル・ブラウン射殺事件
- マクドナルド
- マッカーシズム
- 末日聖徒イエス・キリスト教会
- マニフェスト・デスティニー
- マンハッタン計画

み
- ミシシッピ川
- ミシシッピ文化
- ミランダ対アリゾナ州事件
- 民主党 (アメリカ合衆国)

む
め
- メキシコ - 隣国
- メキシコとアメリカの壁
- メジャーリーグ（大リーグ）
- メディスン (バンド)

も
- モガディシュの戦闘
- モハーヴェ砂漠
- モンロー主義

## や行
や
- ヤード・ポンド法

ゆ
- ユダヤ系アメリカ人
- ユダヤ系アメリカ人と中華料理
- ユト・アステカ語族
  - ユト - アメリカ・インディアンの部族
- ユナイテッド・アーティスツ - 同国の映画会社ならび映画スタジオのひとつ
- ユナイテッド航空

よ
- ヨーロッパ系アメリカ人（英語版）
- ヨセミテ国立公園

## ら行
ら
- ライアン ST
- ラスベガス
- ラテン系アメリカ人

り
- リッチー・ボーイズ
- リバタリアン党 (アメリカ)
- リベラル・アーツ・カレッジ
- 両岸層
- リンカーン記念館
- リンカーン大統領暗殺事件

る
れ
- 冷戦
- レイテ沖海戦
- 歴代アメリカ合衆国大統領の一覧
- 歴代アメリカ合衆国副大統領の一覧
- レッドストーン
- 連合国軍最高司令官総司令部

ろ
- ローゼンバーグ事件
- ロサンゼルス
- ロサンゼルス大都市圏
- ロシア系アメリカ人
- ロックフェラー家
- ロナルド・レーガン・ビルディング

## わ行
わ
- ワーナー・ブラザース
- ワシントンメトロ
- ワシントン記念塔
- ワシントン大行進
- ワシントン・ダレス国際空港
- ワシントンD.C.
- ワシントン・ポスト
- ワスプ